# Омарбекова, Жулдыз Кажикеновна
Жулдыз Кажикеновна Омарбекова (каз. Жұлдыз Қажыкенқызы Омарбек; род. 24 сентября 1983, Алма-Ата) — государственный и общественный деятель, вице-министр в Министерстве общественного развития РК, член Национальной комиссии по делам женщин и семейно-демографической политике при Президенте Республики Казахстан. Известный казахстанский филантроп, журналист, основатель благотворительного фонда. Кандидат социологических наук. Депутат Мажилиса Парламента Республики Казахстан

## Биография
Родилась в г. Алма-Ате, Казахстан, окончила казахскую гимназию № 138 г. Алматы.
В 2003 году с отличием окончила Казахский национальный университет имени аль-Фараби, факультет философии и политологии по специальности социолог.
В 2005 году окончила магистратуру факультета философии и политологии Казахского национального университета имени аль-Фараби.
В 2008 году окончила аспирантуру Казахского национального университета имени аль-Фараби.
В 2012 году окончила юридический факультет Казахского национального университета имени аль-Фараби.
В 2021 году окончила НИУ «Высшая школа экономики» г. Москва
Специалист по юриспруденции, кандидат социологических наук. В 2008 году защитила кандидатскую диссертацию на тему «Социальная защита населения в деятельности неправительственных организаций».
Омарбекова владеет казахским, русским, английским, турецким языками.
Имеет научные публикации в специальных и периодических изданиях.
Замужем, трое детей.

## Карьера
Трудовую деятельность начала с 16 лет.
С 1999 года по 2000 год — ведущий-редактор телеканала «А1».
С 2000 года по 2002 год — ведущий-редактор на телеканале «Хабар».
С 2002 года по 2009 год — бренд-менеджер, начальник отдела маркетинга, исполнительный директор компании «Юникс-Тассай».
С 2004 года по 2008 год — преподаватель кафедры социологии КазНУ имени аль-Фараби.
С 2004 года по 2013 год — основатель и президент благотворительного фонда «Бауыржан».
С 2010 года по 2013 год — основатель и директор исследовательского центра «Rating».
С 2013 года по 2014 год — заместитель Руководителя управления культуры города Алматы.
С 2015 года по 2016 год — заместитель Акима Наурызбайского района города Алматы.
С 30.03.2016 года по 2018 год — первый заместитель председателя Алматинского городского филиала партии «Нур Отан».
28 сентября 2018 года — назначена вице-министром общественного развития Республики Казахстан..
10 апреля 2019 года— назначена вице-министром информации и общественного развития Республики Казахстан.

## Прочие должности
В 2006 году — издание журнала о благотворительности в Казахстане «Демеу».
В 2007 году — учредитель премии «Алтын Журек» в области благотворительности в Казахстане и Центральной Азии.
В 2004 году — создатель первого на казахстанском телевидении социально-телевизионного проекта «Жақыныңа Жәрдемдес» на телеканале «31 канал».
В 2010 году — учредитель ежегодной общественной премии «Самғау» для инвалидов (людей с ограниченными возможностями).
Член ассоциации социологов и политологов.

## Благотворительная деятельность
С 2004 года 2013 год — основала и возглавляла благотворительный фонд «Бауыржан».
Основные направления работы фонда:
1. Развитие благотворительности
2. Социально-значимые проекты
3. Научное направление

## Выборные должности, депутатство
Кандидат в депутаты Мажилиса Парламента РК от партии «Нұр Отан» (с 03.02.2016)
Депутат Мажилиса Парламента Республики Казахстан (с 20.08.2019), Член Комитета по законодательству и судебно-правовой реформе Республики Казахстан (с 09.2019)

## Награды
Благодарственные письма от Президента Республики Казахстан за общественную деятельность.
Лауреат премии «Алтын Жұлдыз» Академии журналистики.
Обладатель награды Конгресса социологов.
Государственной премии «Патриот года».
Орден «Курмет».
Юбилейная медаль «Астана 20 лет».
Юбилейная медаль «Қазақстан Конституциясына 25 жыл» (25 лет Конституции Казахстана)

## Творчество
Автор книг:
«Золотые сердца Казахстана» (2011)
«Как открыть благотворительный фонд и сделать его успешным?» (2013)
Хобби — чтение